# Rhynchothorax tiahurensis
Rhynchothorax tiahurensis är en havsspindelart som beskrevs av Müller, H.-G. 1989. Rhynchothorax tiahurensis ingår i släktet Rhynchothorax och familjen Rhynchothoracidae. Inga underarter finns listade i Catalogue of Life.